# レセプトコンピュータ
レセプトコンピュータとは、日本の保険医療制度のルールに基づいて診療報酬を算定する医事会計(medical billing and accounting)システムを指す和製英語である。窓口会計や収納業務も行うが、月次でレセプト（診療報酬明細書）を作成する機能を基本とすることからレセプトコンピュータと呼ばれ、医事コンピュータ、医事コン、レセコンとも呼ばれる。

## 概要
日本では厚生労働省令である保険医療機関及び保険医療養担当規則の保険医療制度（療担則）に基づいて医療費（診療報酬）の算定ルールが定められている。医療費は各医療機関の窓口で、保険で定められる負担割合に応じて患者から徴収される他、レセプト（診療報酬明細書）を支払基金へ提出する事で、診療報酬を得ている。診療報酬算定ルールは複雑であり、高度な専門知識と複雑な計算が必要であり、医療事務にとっては重い負担となっていた。
1970年代から、医事会計業務の効率化を目指してレセプトコンピュータが開発された。1972年に発売されたメディコムMC-1型は日本で最初に発売された医事コンピュータである。1980年代には診療報酬を計算し、レセプトをプリンタで印刷して支払基金に請求できるシステムが大幅に普及し始め、"レセコン"という略称も普及した。医療機関でも窓口での会計処理も担うことから、収納や経営分析などの機能も追加され、現在ではAIの導入も進むなど発展しつつある。
初期は、三洋電機や日立製作所などからレセプトコンピュータ専用機が販売されていたが、独自のアーキテクチャやミニコンをベースとしていたことから非常に高価だった。後に汎用のパーソナルコンピュータで稼働することができるアプリケーションとなったことや、日医標準レセプトソフトの登場により価格が低下し診療所にも導入が進んだ。
厚生労働省により、2011年頃にレセプトのインターネット通信を利用した、完全電子請求（電子化・電算化）が推し進められた。2015年4月以降は原則オンラインまたは電子媒体での請求が必要となった。2022年2月診療分ではオンラインによる請求の割合は件数ベースで83.8%となっている。
2025年現在、クラウドへの移行も進みつつある。
レセプトコンピュータは、対象となる診療科・請求方法・利用場面により、医科用・歯科用・調剤用・DPC用が存在する。

## 主な機能
- 保険請求の為のレセプト作成
- 診療内容の入力
- 窓口会計（患者の支払い料金）の計算
- 処方箋の発行
- 投薬使用量の管理
- お薬手帳、薬剤情報の発行
- 領収書発行、明細型領収書発行

## レセプトに記載される事柄

### 患者情報
- 診察日
- 被保険者番号・保険証の記号番号
- 名前（カナ）
- 生年月日
- 病名
- 診療日

### 診療内容
- 初診（再診）の回数および点数
- 指導の回数および点数
- 投薬の内容および数量と点数
- 処置の回数および点数
- 検査の回数と点数
- 合計の請求点数（薬剤一部負担金額）